# Reviga (gmina)
Reviga – gmina w Rumunii, w okręgu Jałomica. Obejmuje miejscowości Crunți, Mircea cel Bătrân, Reviga i Rovine. W 2011 roku liczyła 2742 mieszkańców. 